# Hôtel de Laborde
Ne doit pas être confondu avec Hôtel de Choiseul (Paris).
L'hôtel Bouret, puis hôtel de Laborde (1761-1770), et hôtel de Choiseul (1782-1874), est un ancien hôtel particulier parisien, construit en 1755-1757, par l’architecte Antoine Matthieu Le Carpentier, pour le financier Étienne-Michel Bouret. Situé à l'emplacement de l'actuel n° 5 rue Drouot, dans la partie de la rue Drouot nommée jusqu'en 1847 rue de La Grange-Batelière, il se trouvait face à l’hôtel d’Augny (aujourd’hui mairie du 9e arrondissement).
Il ne doit pas être confondu avec l'hôtel que Jean-Joseph de Laborde occupa rue Neuve-des-Petits-Champs, de son arrivée à Paris en 1758, à l'achat de l'hôtel Bouret en 1761, ni à celui qu'il fit construire en 1776-1779, à l'angle des rues d’Artois et de Provence, aussi connu sous le nom d'hôtel Laffitte.

## Histoire
À la suite des ennuis financiers de Bouret, son hôtel et ses meubles sont vendus en 1761 au fermier général Jean-Joseph de Laborde, qui les loue en 1770 à Laurent Grimod de La Reynière.  L'hôtel est rénové en 1773-1775 par l'architecte et peintre Charles-Louis Clérisseau, puis loué en 1778 à l'architecte Jacques-Jean Thévenin.
L'intérieur était richement décoré et ses terrains allaient jusqu'à la rue de la Chaussée-d'Antin et à l’égout qui allait devenir la rue de Provence en 1770. En 1772, le terrain s'étend jusqu'à la nouvelle rue d'Artois, puis en 1786, à la nouvelle rue Le Peletier.
La propriété passe au duc de Choiseul en 1782 et est dès lors communément appelée hôtel de Choiseul, l'ancien hôtel de Choiseul de la rue de Richelieu ayant été démoli. C'est là que meurt le duc de Choiseul, le 8 mai 1785.
L'hôtel est occupé en 1789-1790 par le ministre de la Guerre, Jean-Frédéric de La Tour du Pin Gouvernet, puis en 1804 par le gouverneur de Paris. Il devient propriété de l'État en 1812 pour y établir le ministère des Manufactures et du Commerce.
C'est dans les jardins de l'hôtel de Choiseul qu'est construit en 1820-1821 l'opéra Le Peletier, en remplacement de la salle de la rue de Richelieu. L'hôtel est quant à lui affecté à l'administration de l'Opéra. La salle est détruite en 1873 par un incendie qui endommage également l'hôtel, qui sera démoli en 1874.